# Музика на есперанто

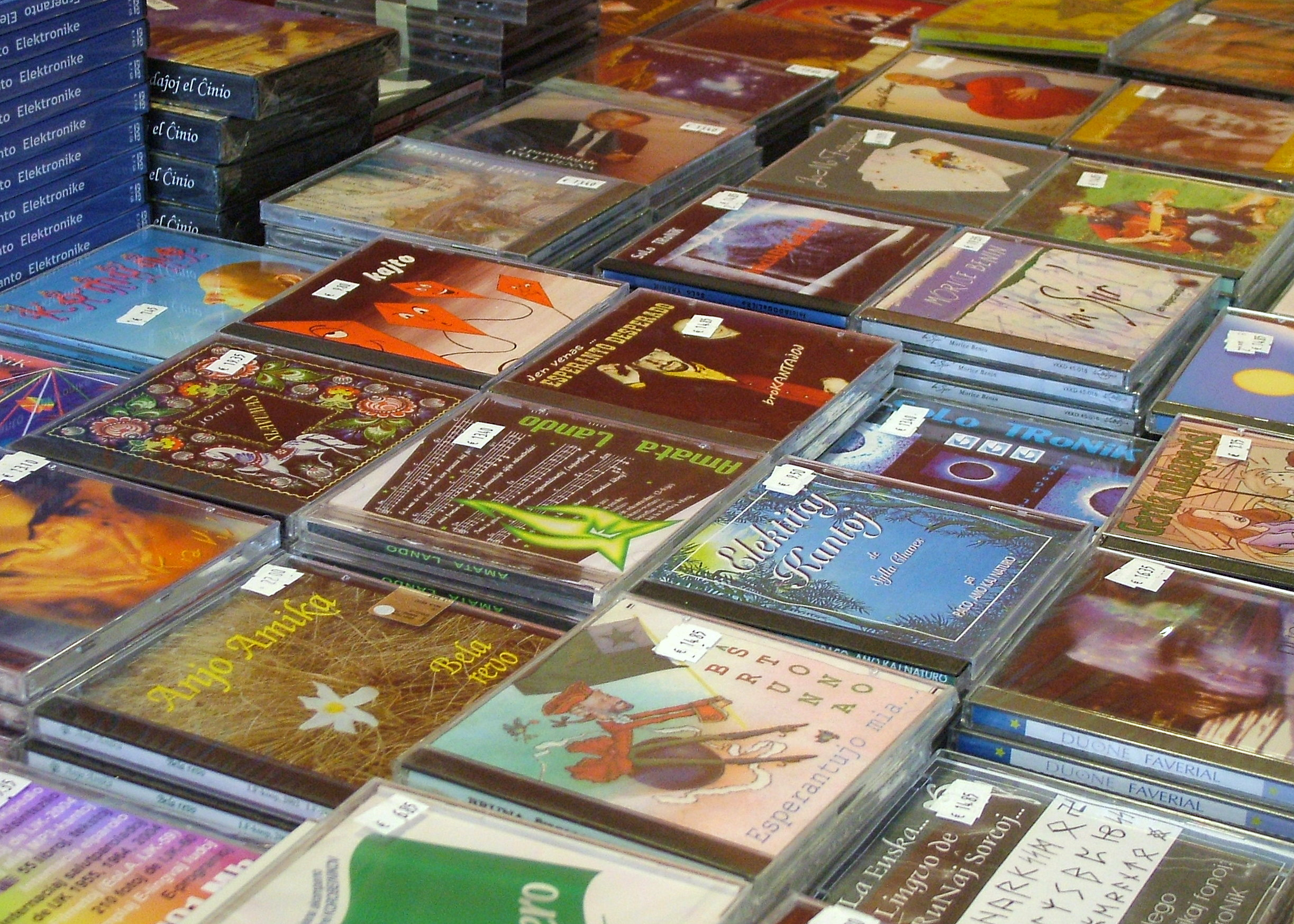
Музичні компакт-диски на есперанто

Музична культура есперанто — пісні, які написані, записані і виконані мовою есперанто. Знання мови і музичний рівень есперанто-артистів сильно варіюються. Деякі з них, не розмовляючи мовою, співають, вивчивши текст напам'ять. Також можна зустріти есперанто в популярній музиці.

## Відомі музичні есперанто-гурти
- Dolchamar
- Kaj Tiel Plu
- Persone

## Відомі пісні
- Ĉu vi pretas?! — пісня гурту Dolchamar, яка стала першою офіційно записаною хіп-хоп піснею на есперанто[1].
- La Espero — традиційний гімн есперанто-руху, в основі якого лежить однойменний вірш Людвіка Заменгофа.
- Ла бамба. Перекладена на есперанто мексиканська народна пісня є популярною серед есперантистів на молодіжних есперанто-зустрічах. Під час її виконання танцівники, обійнявши за плечі найближчих, утворюють коло і крокують вліво або вправо. Всередині цього кола також танцюють кілька людей, і для того щоб їм стати в коло, необхідно поцілувати три рази обрану особу з цього кола, після чого вони міняються місцями[2]. Танець народився в 1982 році на 38-му Міжнародному молодіжному конгресі есперанто[3]. Популярність пісні стала причиною її затвердження в якості офіційного гімну TEJO в 1990 році[4]. Однак пізніше це рішення було анульовано.

## Організації
- EUROKKA (есп. Esperanto-Universala-Rok-Organizo, Kolektiva Komunik-Asocio) — Всесвітня есперанто-асоціація рок-музики.
- Vinilkosmo — лейбл есперанто-музики.

### Есперанто-музика
- (еспер.) Kantaro-Vikio — вікізбірник пісень на есперанто [Архівовано 19 лютого 2020 у Wayback Machine.]
  - (еспер.) Есперанто-музика в інтернеті [Архівовано 30 січня 2020 у Wayback Machine.]
- (еспер.) Есперанто-музика
- (еспер.) Етнічна музика на есперанто
- Есперанто-музика ТВ
- Есперанто-музика на lernu.net

### Організації
- Сайт EUROKKA [Архівовано 30 січня 2020 у Wayback Machine.]
- Сайт Vinilkosmo [Архівовано 31 січня 2006 у Wayback Machine.]

### Інші
- Поради щодо переведення пісень на есперанто [Архівовано 3 листопада 2020 у Wayback Machine.]